# Filip Kazimierz Obuchowicz
Filip Kazimierz (Kazimierz Filip) Obuchowicz herbu własnego (zm. 6 września 1656 roku) – marszałek sejmu elekcyjnego w Warszawie w 1648 roku, pisarz Wielkiego Księstwa Litewskiego, wojewoda smoleński od 1653 roku, wojewoda witebski w 1653 roku, wojski mozyrski w 1625 roku, pamiętnikarz.
Jego rodzina miała majętności w województwie nowogródzkim, a ojciec był sędzią ziemskim mozyrskim. Studiował w Akademii Zamojskiej, następnie służył jako rotmistrz. Poseł na sejm konwokacyjny 1632 roku z powiatu mozyrskiego. W 1632 roku został na sejmiku mozyrskim wybrany deputatem Trybunału Wielkiego Księstwa Litewskiego. 
Poseł nowogródzki na sejm 1639, 1640, 1645, 1646 oraz na sejm konwokacyjny 1648 roku. Poseł na sejm 1641 roku, sejm 1643 roku, sejm 1645 roku, sejm 1646 roku. 
Jako poseł na sejm konwokacyjny 1648 roku z województwa nowogródzkiego był członkiem konfederacji generalnej zawiązanej 31 lipca 1648 roku. W 1648 roku został wybrany przez szlachtę mozyrską na elektora na Sejm elekcyjny, na którym został marszałkiem, a następnie po głosowaniu ogłosił wybór na króla Jana Kazimierza Wazy. Poseł na sejm koronacyjny 1649 roku z powiatu nowogródzkiego. Na sejmie koronacyjnym 1649 roku wyznaczony z Koła Poselskiego komisarzem do zapłaty wojsku Wielkiego Księstwa Litewskiego. Poseł na sejm 1649/1650 roku z sejmiku wileńskiego. Poseł na sejm 1650 roku, sejm zwyczajny 1652 roku, sejm nadzwyczajny 1652 roku, poseł sejmiku mścisławskiego na sejm 1653 roku.
W 1653 został wysłany jako poseł do Moskwy w celu zawarcia sojuszu obronnego przeciwko Chanatowi Krymskiemu. 
Na sejmie 1653 roku wyznaczony z Koła Poselskiego komisarzem do zapłaty wojsku Wielkiego Księstwa Litewskiego. W 1653 roku został wojewodą smoleńskim, pomimo sprzeciwów hetmana Radziwiłła. Wojna polsko-rosyjska 1654-1667 rozpoczęła się dla niego nieszczęśliwie - Rosjanie szybko podeszli pod Smoleńsk i zdobyli go po krótkim oblężeniu. Stało się to przyczyną kierowania w stronę wojewody oskarżeń o zdradę i w końcu - postawienia w stan oskarżenia przed sąd sejmowy. Na skutek wstawiennictwa hetmana Pawła Jana Sapiehy i króla rozprawę jednak odłożono, a Obuchowiczowi dano szansę wykazania się w boju. Był uczestnikiem konfederacji tyszowieckiej w 1655 roku. Brał udział w oblężeniu Warszawy. Na czele jednego z pułków dywizji sapieżyńskiej podszedł pod Brześć, ale rozchorował się i wkrótce zmarł. Został zrehabilitowany już w 1658 roku.
Pochowany został w kościele jezuitów w Nowogródku.